# Геза Секань
Геза Секань (угор. Géza Székány, 25 березня 1890 — 6 березня 1958) — угорський футболіст, що грав на позиції нападника. По завершенні ігрової кар'єри — тренер. Зіграв один матч за національну збірну Угорщини. Чемпіон Бельгії в ролі як тренера.

## Кар'єра гравця
Виступав за команду «ФК 33» з Будапешта, кольори якої і захищав в 1908—1914 роках.
В 1911 році зіграв свій єдиний офіційних матч у складі національної збірної Угорщини, в якому його команда перемогла в гостях збірну Італії з рахунком 1:0 завдяки голу Імре Шлоссера.

## Кар'єра тренера
Дані про його тренерську кар'єру не повні. Був тренером в маловідомих угорських командах.
Працював у різні роки у клубі «Уніон Сент-Жілуаз», зокрема, в 1927 році і 1932—1933 роках.
1930 року став головним тренером італійської команди «Дженоа», яку тренував один сезон. Влітку 1930 року керував «Дженоа» у матчах Кубка Мітропи. Команда другий рік поспіль в чвертьфіналі зіграла з віденським «Рапідом». В першому матчі в Генуї суперники зіграли внічию 1:1, а у Відні впевнену перемогу здобули австрійці — 1:6.
Протягом тренерської кар'єри також очолював французьку команду другого дивізіону «Олімпік» (Алес) в 1933 році, а потім провів один сезон у Лізі 1 з клубом «Фів». В тому чемпіонаті 1933-34 років клуб з Лілля зайняв друге місце, поступившись чемпіону «Сету» лише одним очком.
Помер 6 березня 1958 року на 68-му році життя.
| Дата      | Місто | Господарі | Результат | Гості    | Турнір           | Голи | Примітки |
| --------- | ----- | --------- | --------- | -------- | ---------------- | ---- | -------- |
| 6/01/1911 | Мілан | Італія    | 0 – 1     | Угорщина | товариський матч | -    |          |
| Усього    |       | Матчів    | 1         |          | Голів            | 0    |          |

### Статистика тренера в Кубку Мітропи
| №                      | Розіграш               | Стадія                 | Дата та місце проведення | Команда 1              | Рахунок | Команда 2      |
| ---------------------- | ---------------------- | ---------------------- | ------------------------ | ---------------------- | ------- | -------------- |
| 1                      | 1930                   | 1/4                    | 13.07.1930 Генуя         | Дженоа                 | 1:1     | Рапід (Відень) |
| 2                      | 1930                   | 1/4                    | 3.09.1930 Відень         | Рапід (Відень)         | 6:1     | Дженоа         |
| Всього в Кубку Мітропи | Всього в Кубку Мітропи | Всього в Кубку Мітропи | Всього в Кубку Мітропи   | Всього в Кубку Мітропи | 2 матчі | 2 матчі        |

## Титули і досягнення

### Як тренера
- Чемпіон Бельгії (1):

«Уніон Сент-Жілуаз»: 1932–1933
- Срібний призер чемпіонату Франції (1):

«Фів»: 1933–1934